# Marcy Playground
Marcy Playground é uma banda americana de rock alternativo formada por John Wozniak, Dylan Keefe e Shlomi Lavie. O grupo é conhecido por seu sucesso de 1997, “Sex and Candy”.

## História

### Primeiros anos
O nome da banda é inspirado na Marcy Open School, escola em Minneapolis que John Wozniak frequentou. Ele escolheu esse nome porque muitas de suas músicas foram inspiradas em sua infância. A Marcy Playground surgiu no final da década de 1990 e suas influências incluem David Bowie, Paul Simon, Neil Young, Van Morrison, Jimi Hendrix, Syd Barrett do Pink Floyd, Nirvana, Wham! e os Beatles. O primeiro trabalho do vocalista John Wozniak, Zog BogBean - From the Marcy Playground, foi autoproduzido e gravado no seu quarto com a ajuda de sua então namorada Sherry Fraser e do irmão dela, Scott, no início da década de 1990. Uma tiragem limitada de CDs foi lançada por Wozniak. “Our Generation” e “Dog and His Master”, duas músicas incluídas no projeto, apareceram em álbuns posteriores do Marcy Playground. Em abril de 2009, o Zog BogBean estava disponível para download no site oficial do Marcy Playground e em outros pontos de venda, como o iTunes.

### Marcy Playground(1994–1998)
Depois de frequentar a Evergreen State College por dois anos, Wozniak mudou-se para Nova Iorque para trabalhar com o produtor multi-instrumentista Jared Kotler. Jared acreditou no talento de Wozniak como compositor e juntou dinheiro com seu primo Jeff White para produzir o grupo, juntamente com o baixista Glenn Braver. Depois de ouvir os dois álbuns produzidos por Jared com as músicas de Wozniak, a Capitol Records se interessou pela banda. Kurt Rosenwinkel, um amigo em comum, apresentou o baixista Dylan Keefe a Wozniak e o Marcy Playground começou a se apresentar em Nova Iorque. Em 1995, a banda assinou contrato com a Capitol Records. Um ano depois, o baterista Dan Rieser foi contratado para substituir Jared, cujo interesse era produzir outros artistas. Em 1997, o grupo lançou o álbum autointitulado, cujo primeiro single foi “Poppies”.
Marcy Playground alcançou o sucesso com a música “Sex and Candy”, que ficou 15 semanas em primeiro lugar na parada Billboard Modern Rock Tracks. O álbum ganhou disco de platina e lançou dois outros singles, “Saint Joe on the School Bus” e “Sherry Fraser”. O tom do álbum é calmo e minimalista e as músicas apresentam estilos diferentes.

### Shapeshifter(1999–2000)
O próximo lançamento do Marcy Playground foi Shapeshifter, lançado em 2 de novembro de 1999. Uma pequena controvérsia veio à tona quando Paul Leary, do Butthole Surfers, revelou que a arte da capa (uma pintura de Mark Ryden) havia sido originalmente encomendada por ele para o álbum After the Astronaut. Posteriormente, ele descobriu que a Capitol Records, antiga gravadora dos Butthole Surfers, havia apresentado a arte a Wozniak como um trabalho original de seu próprio departamento de arte e que o Marcy Playground não tinha conhecimento das origens do trabalho. Ao saber da verdade, Wozniak proclamou que estava “honrado” por ter uma capa de álbum desenhada por Paul Leary.
“It's Saturday”, o primeiro single do álbum, alcançou a 23ª posição na parada de rock moderno e foi seguido por um segundo single, “Bye Bye”. Depois do Shapeshifter, o baterista Dan Rieser deixou a banda para buscar outros interesses. A vaga foi preenchida por Gonzalo Martinez de la Cotera, ex-integrante da banda Lincoln, que já havia feito a abertura para o Marcy Playground.

### MP3(2004–2006)
Após um hiato considerável, Marcy Playground gravou uma continuação de Shapeshifter. O terceiro álbum de Marcy Playground, MP3, foi lançado em 2004. O primeiro single do álbum, “Deadly Handsome Man”, foi incluído na trilha sonora do filme Jay and Silent Bob Strike Back com seu título original, “The Devil's Song”. O segundo single, “Punk Rock Superstar” foi incluído na lista de reprodução do Xbox 360 em seu lançamento em 2006. Outros singles do álbum incluem “Blood in Alphabet Soup” e “No One's Boy”; ambos foram apresentados em anúncios promocionais do MP3. Uma faixa do álbum, “Paper Dolls”, foi co-escrita por Jimi Haha, da banda de rock alternativo Jimmie's Chicken Shack. Na faixa “Hotter Than the Sun”, Wozniak reflete sobre o sucesso da banda e continua otimista quanto ao futuro da banda.

### Leaving Wonderland...in a fit of rage(2009)
O quarto álbum do Marcy Playground, Leaving Wonderland... in a Fit of Rage, foi lançado em 7 de julho de 2009. Originalmente concebido como um disco solo por John Wozniak, ele incluiu Dylan Keefe no projeto e o disco foi lançado com o nome da banda. Apresenta 12 músicas, incluindo os singles “Good Times” e “Blackbird”. Sherry Fraser, amiga de longa data de Wozniak e vocalista da Two Ton Boa, desenhou a capa do álbum, que foi coproduzido, gravado e mixado por Jeff Dawson.
Após a saída de Gonzalo Martinez da banda, Shlomi Lavie assumiu o posto de baterista na turnê da banda em 2009. Depois de um show de quatro dias no Carnival Cruise nas Bahamas ao lado da banda de pós-grunge Sponge, Marcy Playground anunciou que faria uma turnê pelos Estados Unidos e Canadá.

### Indaba Remixes from Wonderland(2010–2011)
O quinto álbum de Marcy Playground, Indaba Remixes from Wonderland, foi lançado em 28 de setembro de 2010. É uma coleção digital de remixes do álbum de 2009 de Marcy Playground, Leaving Wonderland... in a fit of rage feita em parceria com a Indaba Music. A banda selecionou suas mixagens favoritas entre as centenas enviadas para serem incluídas no álbum.
John Wozniak declarou: “Eu queria fazer esse álbum para mostrar às pessoas o que a comunidade musical on-line é capaz de fazer. Acredito que o talento refletido nessas faixas fala por si só. Essa comunidade está prosperando. Ela está prosperando porque os músicos se alimentam da inspiração que recebem de outros músicos. A música não foi feita para ser um empreendimento solitário; é algo que gostamos de fazer com outras pessoas".

### Lunch, Recess & Detention(2012)
Em 2012, Marcy Playground anunciou que lançaria uma compilação de músicas novas e antigas em 17 de julho intitulada Lunch, Recess & Detention. O primeiro single do álbum, “Mr. Fisher”, foi lançado em 26 de junho de 2012. No mesmo ano, Marcy Playground se juntou a Everclear, Sugar Ray, Lit e Gin Blossoms na Summerland Tour.

## Integrantes

### Atuais
- John Wozniak - guitarra, vocal principal (1996—presente);[10]
- Dylan Keefe - baixo, segundo vocal (1996—presente);[10]
- Shlomi Lavie - bateria, segundo vocal (2009 —presente);[10]

### Antigos
- Jared Kotler - bateria, segundo vocal, guitarra (1996—1997);[10]
- Dan Rieser - bateria, segundo vocal (1997—2000);[10]
- Gonzalo Martinez de la Cotera - bateria, segundo vocal (2000—2009);[10]
- Conor Levis - segundo vocal.[10]

## Discografia

### Álbuns de estúdio
| Álbum                                  | Detalhes                                                             | Posições | Posições | Posições | Posições | Posições | Certificados                                     |
| Álbum                                  | Detalhes                                                             | EUA      | EUA Heat | AUS      | CAN      | RU       | Certificados                                     |
| -------------------------------------- | -------------------------------------------------------------------- | -------- | -------- | -------- | -------- | -------- | ------------------------------------------------ |
| Marcy Playground                       | - Lançamento: 25 de fevereiro de 1997 - Gravadora: Capitol Records   | 21       | 1        | 28       | 16       | 61       | - RIAA: Platina - ARIA: Platina - MC: 2× Platina |
| Shapeshifter                           | - Lançamento: 2 de novembro de 1999 - Gravadora: Capitol Records     | —        | —        | —        | —        | —        | —                                                |
| MP3                                    | - Lançamento: 23 de março de 2004 - Gravadora: Reality Entertainment | —        | —        | —        | —        | —        | —                                                |
| Leaving Wonderland... in a Fit of Rage | - Lançamento: 7 de julho de 2009 - Gravadora: Woz                    | —        | —        |          | —        | —        | —                                                |

### Remixes
| Álbum                          | Detalhes                                                                               |
| ------------------------------ | -------------------------------------------------------------------------------------- |
| Indaba Remixes from Wonderland | - Lançamento: 28 de setembro de 2010 - Gravadora: Capitol Records, EMI America Records |

### Coletâneas
| Álbum                     | Detalhes                                                       |
| ------------------------- | -------------------------------------------------------------- |
| Lunch, Recess & Detention | - Lançamento: 17 de julho de 2012 - Gravadora: Capitol Records |

### Singles
| Ano  | Single                        | Posições | Posições | Posições | Posições | Posições | Posições | Posições | Álbum                                   |
| Ano  | Single                        | EUA      | EUA Alt  | EUA Main | AUS      | CAN      | CAN Rock | RU       | Álbum                                   |
| ---- | ----------------------------- | -------- | -------- | -------- | -------- | -------- | -------- | -------- | --------------------------------------- |
| 1997 | "Poppies"                     | —        | —        | —        | —        | —        | —        | —        | Marcy Playground                        |
| 1997 | "Saint Joe on the School Bus" | —        | 8        | 30       | —        | —        | —        | —        | Marcy Playground                        |
| 1997 | "Sex and Candy"               | 8        | 1        | 4        | 8        | 2        | 1        | 29       | Marcy Playground                        |
| 1998 | "Sherry Fraser"               | —        | —        | —        | —        | —        | —        | —        | Marcy Playground                        |
| 1999 | "Comin' Up from Behind"       | —        | —        | —        | —        | —        | —        | —        | Trilha sonora do filme Cruel Intentions |
| 1999 | "It's Saturday"               | —        | 23       | —        | —        | —        | 14       | —        | Shapeshifter                            |
| 1999 | "Bye Bye"                     | —        | —        | —        | —        | —        | —        | —        | Shapeshifter                            |
| 2004 | "Deadly Handsome Man"         | —        | —        | —        | —        | —        | —        | —        | MP3                                     |
| 2004 | "Punk Rock Superstar"         | —        | —        | —        | —        | —        | —        | —        | MP3                                     |
| 2004 | "No One's Boy"                | —        | —        | —        | —        | —        | —        | —        | MP3                                     |
| 2004 | "Blood in Alphabet Soup"      | —        | —        | —        | —        | —        | —        | —        | MP3                                     |
| 2009 | "Good Times"                  | —        | —        | —        | —        | —        | —        | —        | Leaving Wonderland...in a fit of rage   |
| 2009 | "Starbaby"                    | —        | —        | —        | —        | —        | —        | —        | Leaving Wonderland...in a fit of rage   |
| 2012 | "Mr. Fisher"                  | —        | —        | —        | —        | —        | —        | —        | Lunch, Recess & Detention               |

### Extended plays(EPs)
- It's Saturday College (1999)[34]

### Trilhas sonoras com Marcy Playground
- Hurricane Streets (1997);[35]
- Cruel Intentions (1999);[36]
- Antitrust (2001);[37]
- Simply Irresistible (1999);[37]
- Jay and Silent Bob Strike Back (2001);[38]
- Zack and Miri Make a Porno (2008);[39]
- Wonder Park (2019).

### Versões cover
- Jimi Hendrix - "Hear My Train A Comin'" (Zog BogBean - From the Marcy Playground);
- Two Ton Boa - "Comin' Up from Behind" (Trilha sonora do filme Cruel Intentions);
- Grateful Dead - "And We Bid You Goodnight" (ao vivo);
- Neil Young - "Needle and the Damage Done" (ao vivo);
- Leonard Cohen - "Hallelujah" (ao vivo).

### Videoclipes
| Data de lançamento | Título                        | Diretor              |
| ------------------ | ----------------------------- | -------------------- |
| Outubro de 1997    | "Sex and Candy"               | Jamie Caliri         |
| Junho de 1998      | "Saint Joe on the School Bus" | Hammer & Tongs       |
| Setembro de 1998   | "Sherry Fraser"               | Kevin Kerslake       |
| Março de 1999      | "Comin' Up from Behind"       | Jamie Caliri         |
| Outubro de 1999    | "It's Saturday"               | Peter Christopherson |
| 2004               | "Punk Rock Superstar"         | Daniel Liss          |

## Parceiros de turnê
- Jolene (1997);
- Toad the Wet Sprocket (1997, 2023);
- Lincoln (1998);
- Fastball (1998);
- Everclear (1998);
- Sonichrome (1998);
- Pete Droge (1998);
- Pure (1998);
- Babe the Blue Ox (1998);
- Blinker the Star (1999)
- Sponge (2008) - Cruzeiro Rock the Bahamas;
- Evoka (2009);
- Summerland Tour (2012) - Sugar Ray, Everclear, Lit, Gin Blossoms;
- Summerland Tour (2018) - Everclear, Local H.